# Regestr poborowy
Regestr poborowy – w dawnej Polsce: rejestr, spis obiektów, poddanych czy ziemi, od których właściciele płacili podatek.